# Cento aspetti della Luna
Cento aspetti della luna (月百姿?, Tsuki no Hyakushi) è una serie di stampe ukiyo-e prodotte dall'artista giapponese Tsukioka Yoshitoshi e stampate a partire dal 1885 fino al 1892. Si tratta di una collezione nishiki-e di grande formato composta da 100 pezzi che raffigurano vari personaggi famosi, sia storici che letterari, ognuno in una scena al chiaro di luna, oltre a riferimenti occasionali alla poesia. Ci vollero in totale otto anni per completarlo e l'album, contenente le 100 opere e una prefazione, fu pubblicato poco dopo la morte di Yoshitoshi nel giugno 1892. Come verrà descritto più avanti, quest'opera è dipinta utilizzando una vasta gamma di soggetti e uno stile diverso, ed è considerata l'ultimo capolavoro di Yoshitoshi e una delle sue opere rappresentative.

## Storia
Questa serie di opere iniziò con la pubblicazione simultanea di cinque racconti nell'ottobre 1885 (Meiji 18) e continuò per un totale di otto anni fino all'aprile 1892 (Meiji 25), con diversi pezzi pubblicati uno alla volta. L'ultima opera pubblicata, "Ideshio no tsuki", basata sull'opera Noh "Takasago", è datata gennaio 1886. Nel 1891 (Meiji 24), quando la serie era quasi completata, Yoshitoshi si ammalò di esaurimento nervoso e fu il suo editore, Akiyama, a fare ogni sforzo per organizzare il suo ricovero presso l'ospedale di Sugamo e a collaborare con i discepoli di Yoshitoshi, Mizuno Toshikata e Migita Toshihide, per raccogliere i fondi per la sua degenza. Gli ultimi pezzi della serie furono completati da Toshikata e Toshihide sulla base degli schizzi di Yoshitoshi. Subito dopo aver completato la sua centesima opera, Yoshitoshi morì il 9 giugno 1892 (25° anno Meiji) all'età di 54 anni.

## Soggetto
Le 100 opere coprono un'ampia gamma di soggetti, dai dipinti di guerrieri (武者絵?, musha-e), dipinti storici, luoghi famosi (名所絵?, meisho-e), animali, belle donne (美人画?, bijin-ga) e attori (役者絵?, yakusha-e), a quelli tradizionali come Hotei e Takasago a una varietà di personaggi reali e di fantasia, storie, leggende, paesaggi e costumi del periodo Edo. Molte opere sono basate sul teatro Noh e Kabuki. Alcuni dei soggetti erano apparentemente sconosciuti al pubblico anche in epoca Meiji quando furono pubblicati, ad esempio, quando uscì “Tetomo Ume” (33), lo Yomiuri Shimbun pubblicò una spiegazione del personaggio e della sua leggenda.

## Elenco delle opere
| #                         | Immagine | Nome                                                                           | Descrizione |
| ------------------------- | -------- | ------------------------------------------------------------------------------ | --- |
| Copertina                 |          |                                                                                | |
| Frontespizio per la serie |          |                                                                                | |
| 1                         |          | Una poema di Takao                                                             | Takao era il nome usato da undici cortigiane del distretto di Yoshiwara a Edo. La sesta Takao era nota per il suo talento letterario ed è raffigurata in questa stampa. L'haiku nel cartiglio descrive il suo desiderio per l'amante: "Ormai devi essere/ da qualche parte vicino a Komagata/ Un usignolo sta cantando". |
| 2                         |          | Chang'e vola verso la luna                                                     | La dea della Luna, Chang'e. |
| 3                         |          | La luna che sorge sul monte Nanping                                            | Cao Cao osserva le scogliere rosse. |
| 4                         |          | Il quartiere di Gion                                                           | Il quartiere di Gion. |
| 5                         |          | La luna e l'ombra di un pino sul tatami                                        | "Luna piena/ Sulle stuoie di Tatami/ Le ombre dei rami di pino", versi poetici haiku di Takarai Kikaku. |
| 6                         |          | La luna sopra il villaggio del clan Shi                                        | È rappresentato Shi Jin detto "Nove draghi tatuati" da I briganti. |
| 7                         |          | La luna dietro la montagna Inaba                                               | L'assedio del castello di Inabayama. |
| 8                         |          | Pattuglia al chiaro di luna                                                    | Saitō Toshimitsu nella Battaglia di Yamazaki. |
| 9                         |          | Luna sulla montagna dopo la pioggia                                            | Soga Tokimune osserva una montagna illuminata dalla luna dopo la pioggia. |
| 10                        |          | Luna di neve pura sul fiume Asano                                              | Chikako era la figlia di Zeniya Gohei, ingiustamente imprigionato. |
| 11                        |          | Rinfrescarsi a Shijo                                                           | |
| 12                        |          | La luna sul mare nella baia di Daimotsu - Benkei                               | Rappresentazione del Funa Benkei. |
| 13                        |          | Il grido della volpe                                                           | Hakuzōsu è un kitsune che fingeva di essere un sacerdote buddista in un'opera teatrale. |
| 14                        |          | Tsunenobu e il demone                                                          | La scena raffigura una storia in cui il cortigiano Minamoto no Tsunenobu stava osservando la luna autunnale e compose il seguente verso basato sulla poesia della dinastia Tang: «Ascolto il suono del drappo che viene sbattuto/ mentre la luna splende serenamente/ e credo che ci sia qualcun altro/ che non è ancora andato a dormire» A quel punto apparve un enorme demone che rispose con un verso poetico di Li Bai: «Nel cielo del nord, le oche volano attraverso l'Orsa Maggiore; a sud, le vesti fredde vengono sbattute sotto la luce della luna.» |
| 15                        |          | Luna di mezzanotte sul monte Yoshino                                           | Iga no Tsubone, nuora di Kusunoki Masashige, affronta il fantasma di Sasaki Kiyotaka. |
| 16                        |          | Michizane compone una poesia al chiaro di luna                                 | “La luna risplende come neve splendente/ e i fiori di prugno appaiono come stelle riflesse/ Ah! Lo specchio dorato della luna passa sopra di noi/ mentre la fragranza della camera di giada riempie il giardino”, versi poetici di Sugawara no Michizane. |
| 17                        |          | La Luna con l'alta marea                                                       | Una scena dall'opera Nō Takasago. |
| 18                        |          | Un calderone di ferro nella notte di luna                                      | Kobuna no Gengo e Shimaya Hanzō. |
| 19                        |          | La luna di Ogurusu a Yamashiro                                                 | Akechi Mitsuhide viene braccato come guerriero sconfitto a Ogurusu dopo la battaglia di Yamazaki. |
| 20                        |          | La luna al cancello Shujaku                                                    | Minamoto no Hiromasa (918-80), nipote dell'imperatore Daigo. È raffigurato di spalle, con indosso le vesti e il cappello laccato di un cortigiano del periodo Heian, mentre suona lo yokobue, un flauto traverso. Si trova fuori dalla Porta Suzaku del recinto Daidairi a Kyoto, che ospitava il palazzo imperiale e gli uffici governativi. L'identità del suo compagno è incerta, ma a giudicare dal cappello e dalla barba è probabilmente uno straniero.                                                                                                   |
| 21                        |          | Luna a Itsukushima                                                             | Una scena dal Heike monogatari in cui Taira no Kiyomori incontra una prostituta che compone poesie waka su una piccola barca durante il suo pellegrinaggio al santuario di Itsukushima. |
| 22                        |          | Luna e fumo                                                                    | Hikeshi (Vigili del fuoco). Il carattere sul retro della giacca recita "matoi" (纏?), a indicare che si tratta del portabandiera della brigata che combatte l'incendio in primo piano. Il carattere sul cappello indica che appartiene alla Compagnia Numero Uno. Un pompiere in lontananza regge un altro stendardo sul tetto di fronte. |
| 23                        |          | Fede nella luna del terzo giorno                                               | Decorazione a forma di mezzaluna del kabuto (elmo) di Yamanaka Yukimori. |
| 24                        |          | La Luna a Kuruwa - Il Distretto del Piacere                                    | Notte di luna a Yoshiwara |
| 25                        |          | Luna della tomba                                                               | Questa scena raffigura la famosa poetessa e dama di corte, Ono no Komachi, molto più avanti nella sua vita, dopo che la sua leggendaria bellezza era svanita e piena di rimpianti per le scelte passate, tratta dall'opera Sotoba Komachi. |
| 26                        |          | Luna dell'albero katsura                                                       | Questa scena raffigura il maestro taoista cinese Wu Gang con la sua ascia. Per aver abusato del suo potere, era stato punito dagli dei con l'obbligo di tagliare per sempre gli alberi di katsura sulla Luna, ma questi si rigenerano immediatamente. |
| 27                        |          | Luna alla dimora Yamaki                                                        | Kato Kagekado cerca di uccidere Yamaki Kanetaka usando il suo elmo come esca nella battaglia di Ishibashiyama. |
| 28                        |          | La luna di Chikubushima                                                        | Taira no Tsunemasa sull'isola di Chikubu. |
| 29                        |          | Il capitolo Yugao dal Genji monogatari                                         | Questa figura diafana è il fantasma della più misteriosa delle amanti del principe Genji nel "Genji monogatari", il classico dell'XI secolo di Murasaki Shikibu, raffigurata in un'altra stampa di questa serie. |
| 30                        |          | La luna attraverso una finestra rotta                                          | Si dice che il leggendario monaco buddista indiano Bodhidharma si sia recato in Cina per portare insegnamenti Zen e che abbia meditato davanti a un muro per anni, finché le sue braccia e le sue gambe non si atrofizzarono e caddero. |
| 31                        |          | Luna sul monte Ji Ming                                                         | Zhang Liang suona una melodia Chuxian sullo sho (Battaglia di Gaixia) |
| 32                        |          | Luna di Kitayama                                                               | Toyohara no Muneaki, a master instrumentalist, un maestro strumentista, suona il suo sho per sfuggire ai lupi. |
| 33                        |          | Festa della Luna Rituale Shinto                                                | Carri allegorici al Sannō Matsuri. |
| 34                        |          | La visione interiore della luna                                                | Il cieco Teno Yubai combatte duramente contro l'esercito di Mori. |
| 35                        |          | Luna sul Monte Otowa                                                           | Lo spirito di Sakanoue no Tamuramaro appare al Kiyomizu-dera. |
| 36                        |          | Luna a Takakura                                                                | Hasebe Nobutsura osserva il Principe Mochihito, travestito da donna, mentre scappa dagli inseguitori del clan Taira. |
| 37                        |          | Uno scorcio di Luna                                                            | Kahoyo Gozen, moglie di Enya Takasada, in una scena dal Kanadehon chūshingura. |
| 38                        |          | Ariko piange mentre la sua barca va alla deriva al chiaro di luna              | Una scena dal Genpei Jōsuiki raffigura Ariko, una sacerdotessa del santuario di Itsukushima, che si innamora di Tokudaiji Sanesada e si dispera per il loro amore insoddisfatto a causa della loro diversa condizione sociale. |
| 39                        |          | La Luna sul Promontorio di Inamura                                             | Nitta Yoshisada offre una tachi al kami del mare e prega per il successo nell'invasione di Inamuragasaki e Kamakura. |
| 40                        |          | Luna della Via Lattea                                                          | Questa scena raffigura gli amanti sfortunati della festa di Qixi in Cina e della festa di Tanabata in Giappone. |
| 41                        |          | Luna sopra la pineta di Miho                                                   | Takeda Shingen durante l'invasione della provincia di Suruga. |
| 42                        |          | La luna della tana del nemico                                                  | Yamato Takeru si travestì da ragazza per assassinare i fratelli del leader dei Kumaso. |
| 43                        |          | Luna a Shibaimachi                                                             | Shibaimachi era il quartiere dei teatri a Edo |
| 44                        |          | Akazome Emon osserva la Luna dalle stanze del suo palazzo                      | Akazome Emon fu una poetessa affermata durante il tardo periodo Heian e questa scena raffigura un verso di una delle sue poesie in cui aspettò invano il suo amante durante la notte: (giapponese) «やすらはで寝なましものを 小夜ふけて かたふく迄の月を見しかな» (italiano) «Avrei dovuto andare a letto subito; ma ora la notte è passata e guardo la luna che tramonta a ovest.» (Hyakunin isshu, 59) |
| 45                        |          | Luna nella notte nebbiosa                                                      | Una scena dell'opera nō Oborozukiyo mostra il leggendario bandito Kumasaka Chōhan. |
| 46                        |          | Luna della Festa di Obon                                                       | È rappresentato il bon odori (盆踊り?, lett. "danza folcloristica per la festa dei morti") |
| 47                        |          | Kintō raccoglie un ramo di prugna al chiaro di luna                            | Poema: «"In mezzo al biancore scintillante / tra le ombre lunari della notte / sposto la neve e colgo fiori di prugna"» (Fujiwara no Kintō, gennaio 1887). Fujiwara no Kintō era considerato uno dei poeti e calligrafi più eminenti del periodo Heian e, in qualità di consigliere dell'imperatore, contribuì a compilare antologie poetiche ufficiali. |
| 48                        |          | Luna del fiume Huai - Wu Zixu                                                  | |
| 49                        |          | Prostituta al chiaro di luna                                                   | Hitose era una prostituta menzionata nella Shinsen Ka Hai Hyakunin Sen (新撰歌俳百人撰?, Nuova selezione di poeti e haiku) (1849) compilata da Yanagishita Taneichi. Era una nottambula (tsuji-kun) che si appostava di notte sulle rive del fiume nei pressi di Honjo, a Edo, ma quando le veniva chiesto, recitava eccellenti poesie waka. |
| 50                        |          | La luna e il timone di una barca                                               | Taira no Kiyotsune suona il suo flauto sulla nave prima della battaglia, pronto a morire. |
| 51                        |          | Signora Gosechi                                                                | Una scena del Jikkinshō (十訓抄?) raffigura Minamoto no Tsunenobu e altri che si commuovono fino alle lacrime ascoltando il suono di un koto suonato da un'ex dama di corte che ha abbandonato il mondo per vivere isolata in una casa fatiscente. |
| 52                        |          | Luna dell'alba del Monte Tobisu                                                | Una scena dal Jōzan Kidan (常山紀談?), che mostra Toda Hanbe Shigeyuki nella battaglia di Nagashino. |
| 53                        |          | Luna piena a Sumiyoshi                                                         | Questa scena raffigura il famoso poeta e compilatore dell'Ogura Hyakunin Isshu, Fujiwara no Teika, che si addormenta sulla veranda del santuario di Sumiyoshi. Il santuario era dedicato alla divinità protettrice dei poeti e, secondo la tradizione, mentre Teika dormiva, sognò che la divinità gli faceva visita sotto forma di un vecchio spettrale. |
| 54                        |          | Bellezza cinese che tiene in mano uno strumento a corda                        | Nel riquadro una poesia di Wang Changling |
| 55                        |          | Fukami Jikyu sfida la Luna                                                     | Fukami Jūzaburo, (che in seguito si rasò la testa e prese il nome di Jikyu) fu un attore di kabuki e un rōnin del primo periodo Edo. |
| 56                        |          | Gen'i osserva la Luna dal suo castello                                         | Maeda Gen'i |
| 57                        |          | Leggere al chiaro di luna                                                      | |
| 58                        |          | Anche il cuculo annuncia il suo nome da sopra le nuvole?                       | Una scena da Heike monogatari, che descrive come, dopo che il maestro arciere Minamoto no Yorimasa uccise lo yōkai Nue, ritornò il silenzio e si poté udire il canto del cuculo. |
| 59                        |          | Una bella donna giunge nella foresta illuminata dalla luna                     | Questa storia è stata raccontata in Ryujōroku (龍城録?), compilato da Liu Zongyuan. La storia narra di un uomo della dinastia Sui, Zhao Shixiong, che, mentre giocava sul monte Luo Fu (oggi una montagna nella provincia di Guangdong), incontrò una bella donna sulla montagna che era lo spirito di un albero di prugne. |
| 60                        |          | Ritorno al Palazzo della Luna                                                  | Questa stampa raffigura l'ultima scena del famoso racconto Storia di un tagliatore di bambù, mentre Kaguya-hime (かぐや姫) viene scortata a casa sua sulla Luna, abbandonando suo malgrado il genitore adottivo. |
| 61                        |          | Luna al Ponte di Gojo                                                          | Minamoto no Yoshitsune combatte contro Benkei sul ponte Gojō. |
| 62                        |          | Luna dell'Illuminazione                                                        | Questa scena raffigura uno dei sette dei della fortuna, Hotei, che indica la Luna, in riferimento all'aforisma Zen secondo cui indicare la Luna non è la Luna stessa. |
| 63                        |          | Luna nella brughiera                                                           | Una scena dal Konjaku Monogatari in cui il bandito Hakamadare cerca di attaccare Fujiwara no Yasumasa, che sta suonando il flauto, ma non ci riesce a causa dell'atmosfera intimidatoria che Fujiwara emana. |
| 64                        |          | Nakamaro osserva la Luna in Cina                                               | Abe no Nakamaro era membro di una delegazione ufficiale giapponese in Cina e vi rimase per anni prima di tornare in patria. La visione della Luna qui è una possibile allusione alla poesia numero 7 dell'antologia Hyakunin isshu. |
| 65                        |          | Luna nella baia di Katada                                                      | Saitō Toshimitsu, che fuggì dopo essere stato sconfitto nella Battaglia di Yamazaki. |
| 66                        |          | Luna del picco Shizu                                                           | Toyotomi Hideyoshi nella Battaglia di Shizugatake. |
| 67                        |          | Luna di Joganden                                                               | Minamoto no Tsunemoto uccide un cervo sika che si è intrufolato nella corte con il suo yumi. |
| 68                        |          | Luna del Mare del Sud                                                          | Bodhisattva Kannon. |
| 69                        |          | Luna al Tempio di Seson                                                        | Fujiwara no Yoshitaka. |
| 70                        |          | Luna del Monte Ashigara                                                        | Minamoto no Yoshimitsu sul monte Ashigara. |
| 71                        |          | Luna di Ishiyama                                                               | Murasaki Shikibu |
| 72                        |          | Luna sul Monte Miyaji                                                          | |
| 73                        |          | Il Coniglio di Giada                                                           | Sun Wukong |
| 74                        |          | Lady Chiyo e il secchio dell'acqua rotto                                       | Questa scena raffigura un haiku della famosa poetessa Kaga no Chiyo: «Il fondo del secchio riempito da Lady Chiyo è caduto; la luna non ha più casa nell'acqua» |
| 75                        |          | Hidetsugu in esilio                                                            | Toyotomi Hidetsugu fu imprigionato da Toyotomi Hideyoshi sul monte Kōya. |
| 76                        |          | Luna di Shinobugaoka                                                           | Una scena tratta da una poesia senryū di Mizutani Ryokutei. Quando un uomo di nome Gyokuensai andò al parco di Ueno per vedere i ciliegi in fiore, si tolse i petali dalle maniche del kimono e fu deriso dagli ospiti ubriachi che gli dissero: "Come puoi odiare i fiori che ti cadono addosso indossando un kimono così trasandato?". L'uomo rispose con una poesia tanka estemporanea e brillante. |
| 77                        |          | Il grido della luna - Fumihiro                                                 | La scena raffigura una donna di nome Chiyo sconvolta dopo aver appreso della morte del marito. Si racconta che dopo aver ricevuto la notizia, impazzì arrotolando e srotolando le sue lettere fino a morire. |
| 78                        |          | Luna sotto la pioggia                                                          | Kojima Takanoti prega sotto un ciliegio. |
| 79                        |          | Luna all'alba e neve cadente                                                   | Kobayashi Heihachiro combatté come samurai al fianco di Kira contro 47 ronin nel famoso incidente di Akō dei "Quarantasette ronin". |
| 80                        |          | Luna del Figlio filiale                                                        | |
| 81                        |          | Luna delle Scogliere Rosse                                                     | |
| 82                        |          | Uesugi Kenshin osserva le oche al chiaro di luna                               | Uesugi Kenshin fu un importante signore della guerra durante il periodo degli Stati Combattenti. |
| 83                        |          | Akashi Gidayu scrive la sua poesia funebre prima di commettere Seppuku         | Akashi Gidayu era un servitore di Akechi Mitsuhide, lo seguì nella morte, ma non prima di aver scritto la sua poesia funebre. |
| 84                        |          | Luna che batte i panni                                                         | Una scena tratta dal dramma Nō Kinuta. Rappresenta la tristezza di una moglie che protegge la casa del marito mentre lui è lontano. |
| 85                        |          | Luna della casa solitaria                                                      | La leggenda di onibaba che vive ad Adachigahara. |
| 86                        |          | Appuntamento al chiaro di luna                                                 | |
| 87                        |          | La luna sopra il monte Kintoki                                                 | Kintarō |
| 88                        |          | Sera d'estate sotto la luna                                                    | Un uomo e una donna si rinfrescano la sera (夕涼み?, yūsuzumi) sotto un pergolato di zucca (夕顔?, yūgao). |
| 89                        |          | Luna al Tempio Hōrin-ji                                                        | La tragica storia d'amore tra Saito Tokiyori e Yokobue narrata in "Heike monogatari". La stampa ritrae Yokobue mentre si volta per scendere dalla montagna, con l'atmosfera del paesaggio che riflette il suo stato d'animo: le nuvole che coprono la luna, il vento che le tira le vesti, la staccionata che la separa dal suo amante e i pini intrecciati, simboli di felicità coniugale, che scompaiono nella nebbia. La sua posa suggerisce il significato del suo nome, "flauto traverso".                                                                 |
| 90                        |          | Luna del tempio Kazan-ji                                                       | L'Imperatore Kazan si reca al tempio per essere consacrato. |
| 91                        |          | Luna sulla pianura di Musashino                                                | |
| 92                        |          | Luna a Sarugaku                                                                | Una scena che raffigura la mattina della festa dello Shogunato Tokugawa, dal lato dell'edificio del Castello di Edo. Solo in questo giorno alla classe dei chōnin era permesso entrare nel Giardino Sud del Castello di Edo per assistere allo spettacolo di Nō. |
| 93                        |          | Un monaco buddista riceve i semi di katsura in una notte illuminata dalla luna | Uno degli arhat buddisti, i discepoli originali del Buddha, è mostrato mentre raccoglie semi magici dagli alberi di katsura sulla Luna, ottenendo così l'immortalità. |
| 94                        |          | Luna sul fiume Sumida                                                          | Mizuki Tatsunosuke, famoso attore Kabuki dell'era Genroku. |
| 95                        |          | L'invenzione della luna                                                        | La scena raffigura come Hōzōin In'ei, il fondatore dell'Hōzōin-ryū, trasse ispirazione dalla luna crescente riflessa sulla superficie dell'acqua e inventò lo yari (lancia giapponese) a forma di mezzaluna. |
| 96                        |          | La luna sopra il villaggio di Chofu                                            | |
| 97                        |          | La Luna a Obasute-yama                                                         | La scena raffigura l'ubasute (姥捨て?, lett. "abbandonare una donna anziana"), l'usanza dell'antico Giappone di lasciar morire, di sua spontanea volontà, un membro anziano o infermo della famiglia o della comunità in qualche località remota. |
| 98                        |          | Le quattro corde della luna                                                    | Questa scena raffigura il famoso poeta e musicista Semimaru, mentre accorda le corde del suo liuto in un cottage di montagna. |
| 99                        |          | La luna su Saga                                                                | Kogo no Tsubone, famosa per la sua bellezza e il suo talento musicale, divenne la concubina preferita dell'imperatore Takakura, per questo fu cacciata da palazzo e si rifugiò a Saga. L'imperatore inviò Minamoto no Nakakuni a cercarla e per convincerla a tornare nella capitale. Nakakuni partì per Saga e suonò il suo flauto preferito, sperando che Kogō rispondesse. All'improvviso, sentì il debole suono di un koto e, quando si diresse verso quel suono, trovò Kogo nascosta in una squallida capanna.                                             |
| 100                       |          | Il poeta errante                                                               | Si dice che il poeta haiku Matsuo Basho, abbia incontrato due contadini che celebravano la luna piena e abbia composto il seguente verso: «Da quando è spuntata la luna crescente, ho aspettato questa notte» (Matsuo Bashō) |